# Dolenjske Toplice község
Dolenjske Toplice község (szlovénül: Občina Dolenjske Toplice) Szlovénia 212 alapfokú közigazgatási egységének, azaz községének egyike a Délkelet-Szlovénia statisztikai régióban. A község központja Dolenjske Toplice városa. A község a történelmi Alsó-Krajna régió része.

## A község (járás) települései
A községhez Dolenjske Toplice székhelyen kívül a következő települések tartoznak:
- Bušinec
- Cerovec
- Dobindol
- Dolenje Gradišče
- Dolenje Polje
- Dolenje Sušice
- Drenje
- Gabrje pri Soteski
- Gorenje Gradišče
- Gorenje Polje
- Gorenje Sušice
- Kočevske Poljane
- Loška Vas
- Mali Rigelj
- Meniška Vas
- Nova Gora
- Občice
- Obrh
- Podhosta
- Podstenice
- Podturn pri Dolenjskih Toplicah
- Sela pri Dolenjskih Toplicah
- Selišče
- Soteska
- Stare Žage
- Suhor pri Dolenjskih Toplicah
- Veliki Rigelj
- Verdun pri Uršnih Selih

## Népesség
| Lakosok száma | 3412 | 3409 | 3396 | 3395 | 3389 | 3385 | 3412 | 3435 | 3525 | 3570 |
|               | 2008 | 2009 | 2011 | 2012 | 2013 | 2015 | 2016 | 2017 | 2019 | 2020 |